# Кастеланета Марина (Таранто)
Кастеланета Марина (итал. Castellaneta Marina) је насеље у Италији у округу Таранто, региону Апулија.
Према процени из 2011. у насељу је живело 814 становника. Насеље се налази на надморској висини од 9 м.